# Tjiluwah
Die Tjiluwah war ein 1951 in Dienst gestelltes Kombischiff der niederländischen Koninklijke Java-China-Paketvaart Lijnen. Das 1972 als Kota Singapura nach Singapur verkaufte Schiff blieb bis 1979 in Fahrt und wurde 1980 in Shanghai abgewrackt.

## Geschichte
Die Tjiluwah entstand unter der Baunummer 752 als frachtfahrendes Passagierschiff in der Werft von Van der Giessen in Krimpen aan den IJssel und lief am 28. April 1951 vom Stapel. Nach ihrer Ablieferung an die Koninklijke Java-China-Paketvaart Lijnen am 9. November 1951 nahm sie den Liniendienst von Niederländisch-Indien nach Hongkong auf. Sie ergänzte hierbei ihr bereits 1950 in Dienst gestelltes Schwesterschiff Tjiwangi.
Seit 1960 wurde die Tjiluwah von der Royal Interocean Lines bereedert, die sie zwischen Australien und Japan einsetzte. 1962 bis 1963 erfolgte eine Modernisierung der Passagiereinrichtungen. Das Schiff beförderte neben Passagieren auch australische Wolle nach Japan, während es auf seinen Rückfahrten Waren wie Textilien aus Japan nach Australien transportierte. Dieser in den darauffolgenden Jahren immer unrentabler werdende Liniendienst wurde 1971 eingestellt und die Tjiluwah kurz darauf nach Singapur verkauft.
Im Januar 1972 nahm das Schiff als Kota Singapura den Dienst von Singapur nach Fremantle und Malaysia auf. Dieser Liniendienst, der von vielen Passagieren auch als Kreuzfahrt genutzt wurde, erwies sich für einige Jahre als erfolgreich. 1979 wurde die Kota Singapura jedoch nach insgesamt 28 Dienstjahren ausgemustert und im Dezember desselben Jahres zum Abbruch nach Shanghai überführt. Die Abbrucharbeiten am Schiff begannen im Januar 1980.